# فلیکس لانداو
فلیکس لانداو (۲۱ مه ۱۹۱۰، وین، اتریش - ۴ آوریل ۱۹۸۳) یک افسر اس‌اس آلمان نازی با درجه هاوپت‌شارفورر و از اعضای آینزاتس‌کماندو در طول جنگ جهانی دوم بود، که نخست در لووف، لهستان (امروزه لویو، اوکراین)، و بعدها در دروهوبیچ خدمت کرد. 
او از جمله برنامه‌ریزان اصلی کشتار یهودیان گالیسیا به‌شمار می‌رفت. او به خاطر دفتر خاطرات روزانه خود و نیز رهاندن موقت هنرمند یهودی-لهستانی برونو شولتس از مرگ در سال ۱۹۴۲ مشهور است. لانداو از هنر شولتس خوشش آمد، از او محافظت کرد و برایش غذای اضافی تهیه کرد. در برابر، او به شولتس دستور داد مجموعه‌ای از نقاشی‌های دیواری بر پایه افسانه‌های برادران گریم را برای اتاق خواب پسر جوان خود به تصویر بکشد. لانداو همچنین مأمور اس‌اسی بود که به نظارت بر ماریا آلتمن، قهرمان اصلی فیلم زن طلایی‌پوش در سال ۲۰۱۵، گماشته شده بود.

## پس از جنگ
در سال ۱۹۴۶، یک کارگر سابق او را در لینتس شناسایی کرد. لانداو توسط آمریکایی‌ها دستگیر شد اما در اوت ۱۹۴۷ از اردوگاه زندانیان گلاسنباخ فرار کرد. وی بعدها تحت نام رودلف یاشکه یک شرکت طراحی داخلی در بایرن راه‌اندازی کرد.
در سال ۱۹۵۹، لانداو دوباره دستگیر و متهم به کشتار جمعی شد. وی در سال ۱۹۶۲ در دادگاه بدوی اشتوتگارت به حبس ابد محکوم شد. او در سال ۱۹۷۳ عفو شد.